# Lodowiec Ferrara
Lodowiec Ferrara (ang. Ferrar Glacier) – lodowiec w Górach Transantarktycznych w Antarktydzie Wschodniej.

## Nazwa
Nazwany przez Roberta Falcona Scotta (1868–1912) na cześć geologa brytyjskiej wyprawy antarktycznej (1901–1904) Hartley’a Ferrara (1879–1932) . Nazwa początkowo stosowana była wobec tego lodowca oraz wobec obecnego Lodowca Taylora – a po odkryciu, że są to dwa osobne lodowce, pierwszy zatrzymał nazwę Lodowiec Ferrara, a drugi został nazwany na cześć geologa brytyjskiej wyprawy antarktycznej (1910–1914) Griffitha Taylora (1880–1963) .

## Geografia
Lodowiec Ferrara leży w Górach Transantarktycznych w Antarktydzie Wschodniej. Spływa z płaskowyżu na Ziemi Wiktorii na zachód od Royal Society Range w kierunku New Harbor w McMurdo Sound . Na północny wschód od Knobhead skręca na wschód, stykając się z Lodowcem Taylora, a następnie płynie na wschód od Kukri Hills . Mierzy około 56 km długości .

## Historia
Lodowiec Ferrara został odkryty w listopadzie 1902 roku podczas rekonesansu prowadzonego przez Alberta Armitage’a (1864–1943) i geologa Hartley’a Ferrara (1879–1932) – uczestników Ekspedycji Discovery (1901–1904). Wyprawa Armitage’a (ang. Western Journey Party ) osiągnęła wysokość 2750 m n.p.m., przecierając szlak do Płaskowyżu Polarnego, którym podążył w kolejnym roku Scott, docierając na płaskowyż.